# 유나이티드 항공 232편 불시착 사고
유나이티드 항공 232편 불시착 사고는 1989년에 일어난 항공 사고이다.

## 개요
1989년 7월 19일, 2번 엔진의 피로파괴로 인하여 유압시스템이 망가진 유나이티드 항공 232편 여객기가 미국 아이오와주 수시티 공항에 불시착하면서 화염에 휩싸였으나, 조종사 및 부조종사, 승객으로 탑승한 기장의 뛰어난 조종술 및 지상 구조대원들의 신속한 구출로 탑승객 296명 중 승객과 승무원을 포함해 184명이 생존하고, 112명이 사망한 사건이다. 조종실에 있던 기장, 부기장, 승객으로 탑승한 기장, 항공기관사 포함 4명은 생존.

## 사고 원인
조사 결과, 사고의 원인은 정비 불량. 수직꼬리날개에 달린 2번 엔진의 팬 블레이드가 다년간 운항을 거듭하며 노후화되면서 조금씩 갈라지고 있었음에도, 유나이티드 항공사 정비팀이 이를 제대로 수리하지 않았기에 발생한 피로파괴였다.

## 참고 문헌
- National Transportation Safety Board (NTSB) (1990년 11월 1일), 《Aircraft Accident Report United Airlines Flight 232 McDonnell Douglas DC-10-10 Sioux Gateway Airport Sioux City, Iowa, July 19, 1989》 (PDF) (영어), NTSB, NTSB/AAR-90/06, 2016년 10월 31일에 확인함